# 庫斯托洛韋
49°17′46″N 34°30′29″E / 49.29611°N 34.50806°E
庫斯托洛韋（烏克蘭語：Кустолове），是烏克蘭中部波爾塔瓦州波爾塔瓦區德拉比尼夫卡市镇内的村落。距離新桑扎雷18公里，處於庫斯托洛沃河畔，始建於1700年，面積2.53平方公里，海拔高度89米。